# Ōmetsuke
Ōmetsuke (大目付, Ōmetsuke), ou censores, eram os investigadores e censuradores da era Edo. Foi a principal forma que o Shogunato Tokugawa manteve a ordem e zelou pela paz.
Os Ōmetsuke não eram agentes secretos. Eram investigadores da mais alta importância da corte do daimyo para o qual, foi enviado para servir. Não podia se manter secreto como os ninjas de seu tempo. O seu cargo, como representante do shogun provavelmente tornou ainda mais complicado que se adequasse a qualquer tipo de disfarce. Um metsuke era raramente antagônico aos seus senhores para qual trabalhavam e observavam. Eram perspicazes e tinham uma boa relação com todos. Um exemplo de metsuke vem do filme "Sanjuro", de Akiro Kurosawa, estrelando Toshiro Mifune.
O metsuke do período Edo mantiveram as inspeções tomavam notas enquanto trabalhavam e abertamente enviavam mapas e coisas parecidas que eles reuniam para o shogunato. Todos trabalhos em fortificações tinham que ser aprovados e monitorados por representantes do shogun e eles tomavam notas bem detalhadas quando qualquer inspeção ou construção estava em curso. Naquela ocasião, o metsuke cumpria a função de agente investigativo. Mas isso era muito claro para todos, não havia dissimulações.
Algumas vezes o shogunato desejava destruir algum clã problemático e precisava de uma desculpa fornecida pelo metsuke para tal. Mas, mais freqüentemente o shogunato temia o resultado de um grande número de samurais subitamente relegados ao status de ronin, de modo que comumente o shogunato trabalhava com os anciões dos clãs para perseguir e corrigir problemas antes que esses ocorressem. Em alguns casos, o que era bom para um clã não era o melhor para o senhor no poder e às vezes os clãs poderiam forçar o seu próprio daimyo corrupto a abdicar e empossar seu herdeiro.

## Lista deōmetsuke
- Toki Yorimune (1845-1846, 1855-1858).[4]
- Tsutsui Masanori (1854-1857).[5]
- Ido Satohiro (1856-1858).[6]
- Izawa Masayoshi (1856-1858, 1858-1863).[7]
- Takemoto Maso (1862-1863).[8]
- Matsudaira Yasunao (1864).[9]
- Kawada Hiroshi (1868).[7]
- Nagai Naomune (1864-1865, 1865-1867).[10]